# Obereopsis subholoflava
Obereopsis subholoflava là một loài bọ cánh cứng trong họ Cerambycidae.